# Big Mamma
Big Mamma је пети студијски албум хрватског композитора, текстописца и музичара Дина Дворника, објављен 1999. године. 

## Позадина
Године 1998. на Сплитском фестивалу за композицију „Вјенчање” освојио је друго место публике, а годину дана касније за композицију „То ми ради” освојио је треће место публике и другу награду жирија.
Дворник је 1999. наступао на Мелодијама хрватског Јадрана са песмом „Што волим дан кад је безбрижан” и освојио је награду за најбољи сценски наступ.

## Албум
Big Mamma је проглашен за најгоре Дворниково издање, није постигао значајан успех на хрватској музичкој сцени и критичари су му дали лоше оцене. Садржи песме „Што волим дан кад је безбрижан”, „Пластика”, „Big mamma” и „То ми ради”.
Дино Дворник је снимио спотове за песме „Пластика” и „Big mamma”.

## Списак песама
| №   | Назив         | Трајање |  |
| 1.  | Дан безбрижан | 3:38    |  |
| 2.  | Пластика      | 3:22    |  |
| 3.  | Стојадин      | 3:42    |  |
| 4.  | Ти си та      | 4:26    |  |
| 5.  | Цвита         | 4:49    |  |
| 6.  | Big Mamma     | 5:01    |  |
| 7.  | То ми ради    | 3:49    |  |
| 8.  | Ча ча ча      | 4:03    |  |
| 9.  | Строга тета   | 4:15    |  |
| 10. | Вјенчање      | 3:12    |  |